# Spătac, Alba
Spătac (în maghiară Szászpatak, în germană Sachsenbach, în traducere „Pârâul Sașilor”) este un sat ce aparține municipiului Blaj din județul Alba, Transilvania, România.

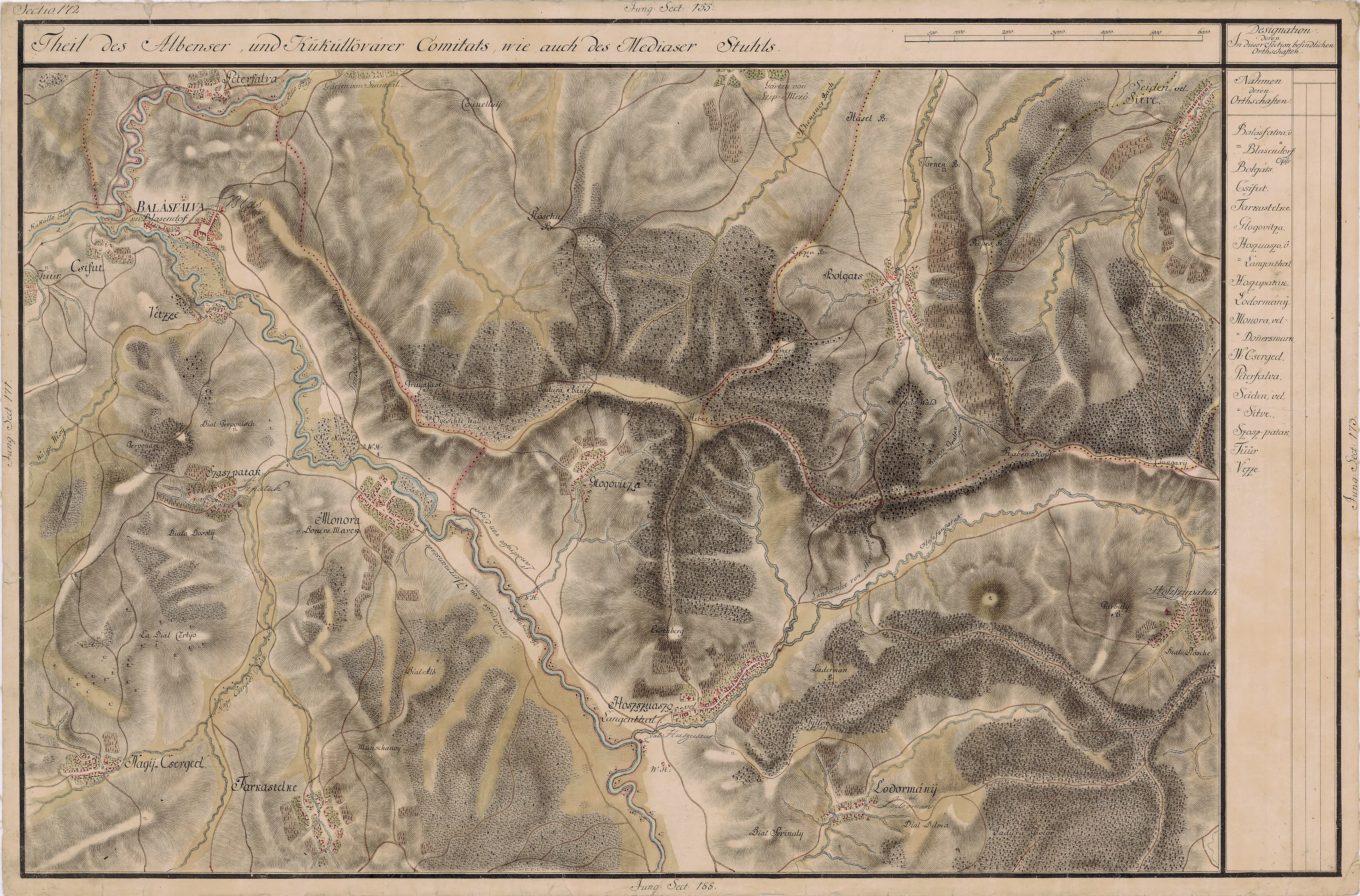
Spătac (Szászpatak) pe Harta Iosefină a Transilvaniei,
1769-1773 (Sectio 172)

## Date geologice
Pe teritoriul acestei localități se găsesc izvoare sărate.

## Istoric
Pe Harta Iosefină a Transilvaniei din 1769-1773 (Sectio 172) localitatea apare sub numele de "Szászpatak".

## Imagini

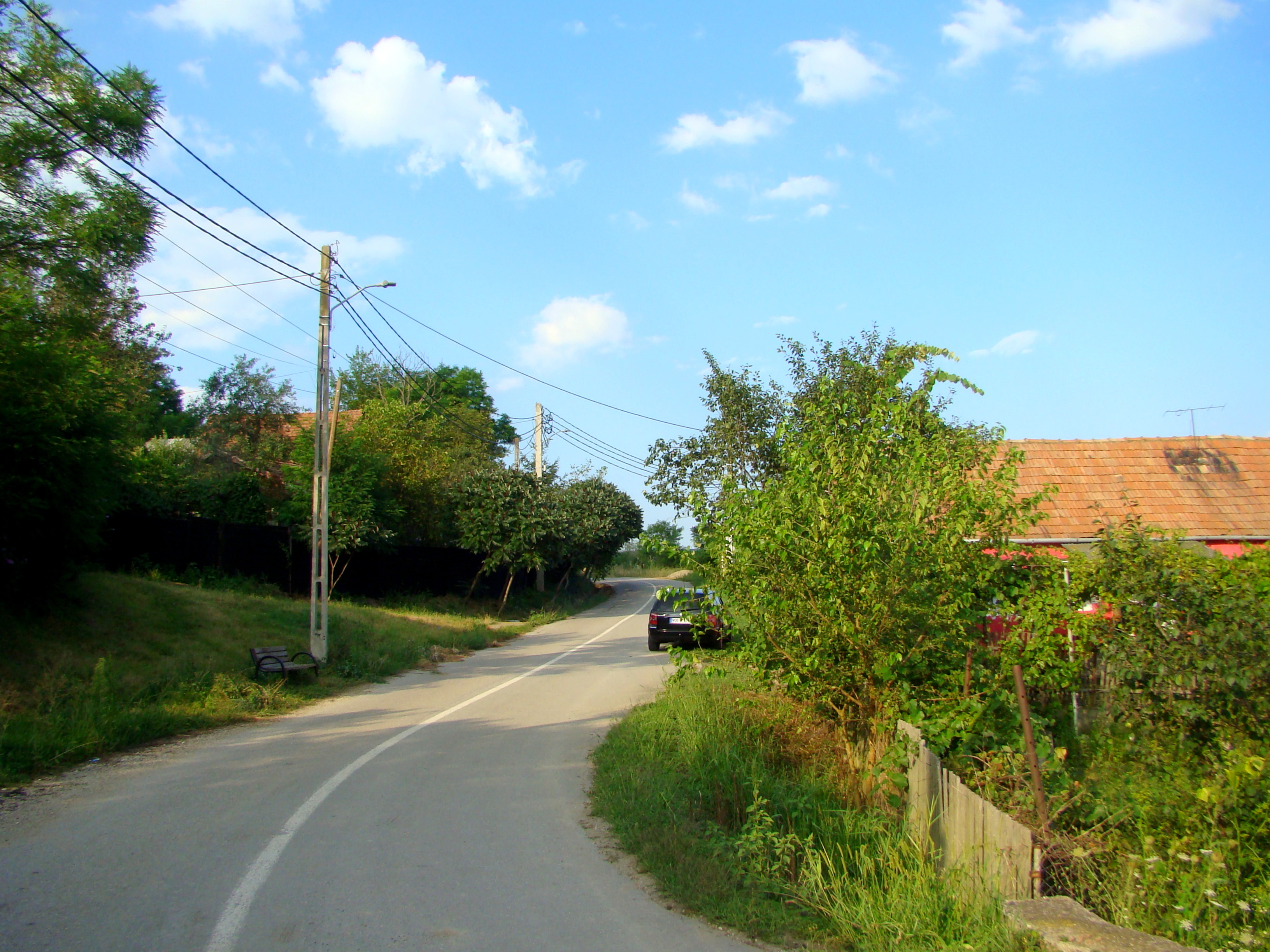
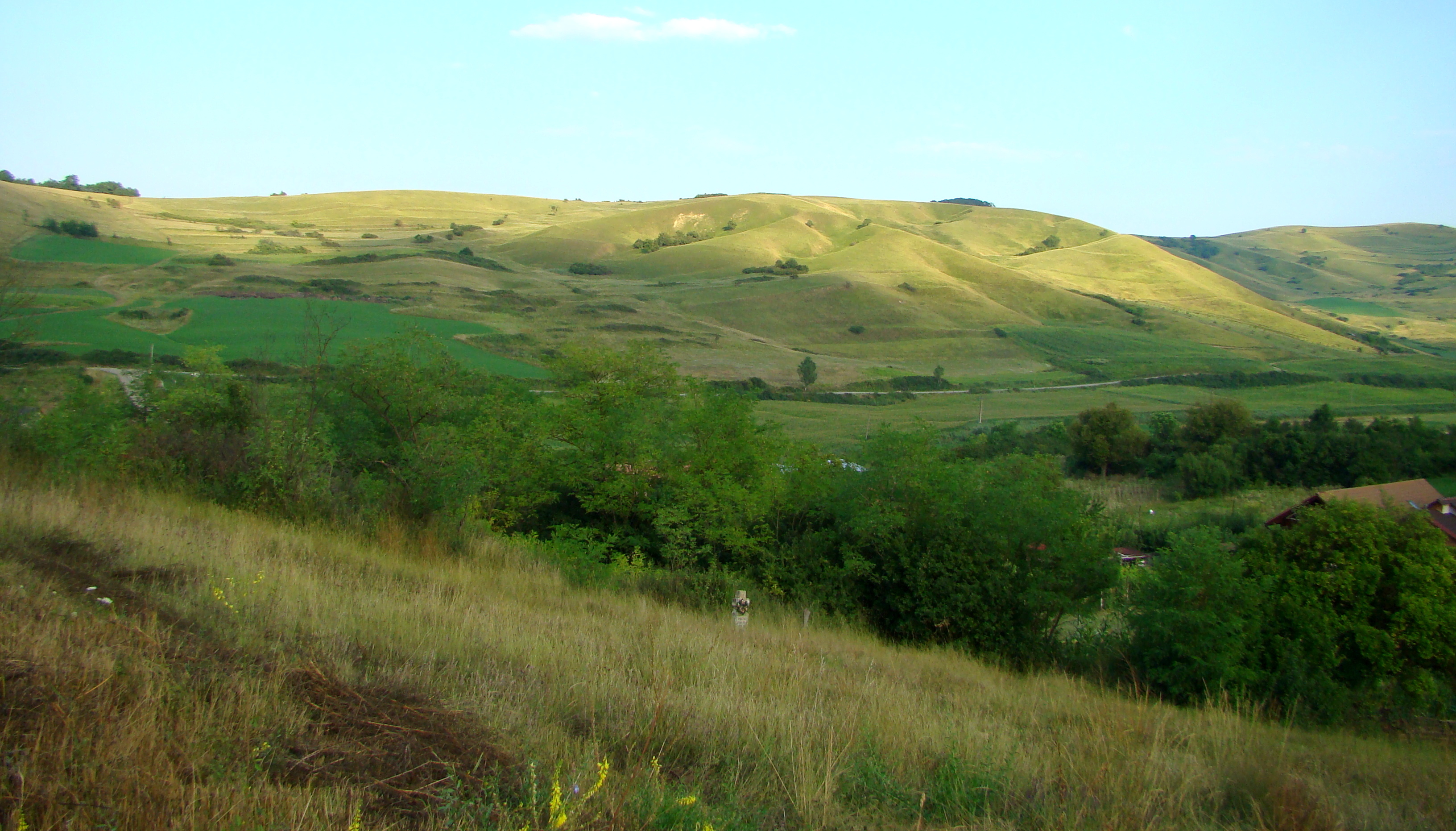
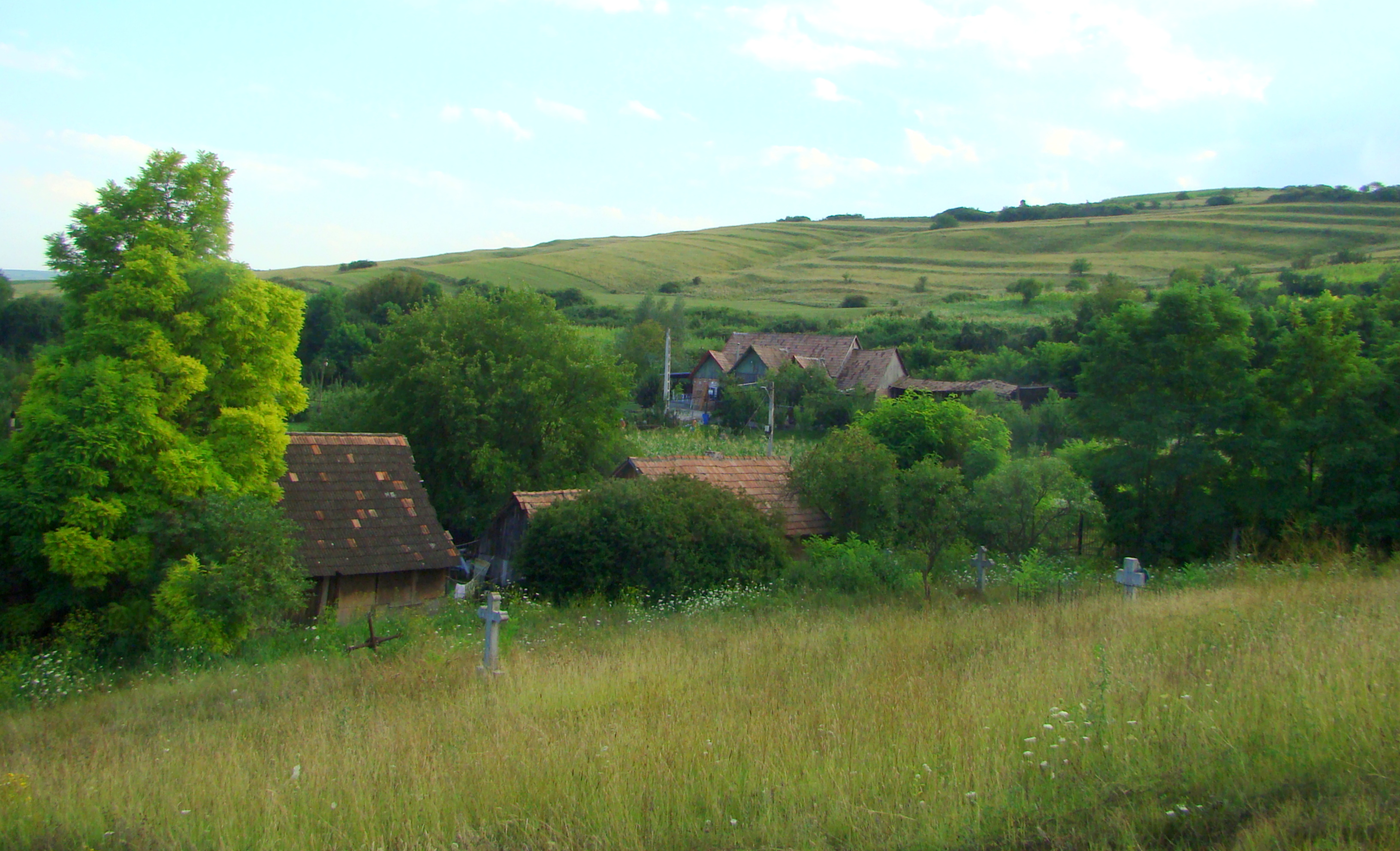
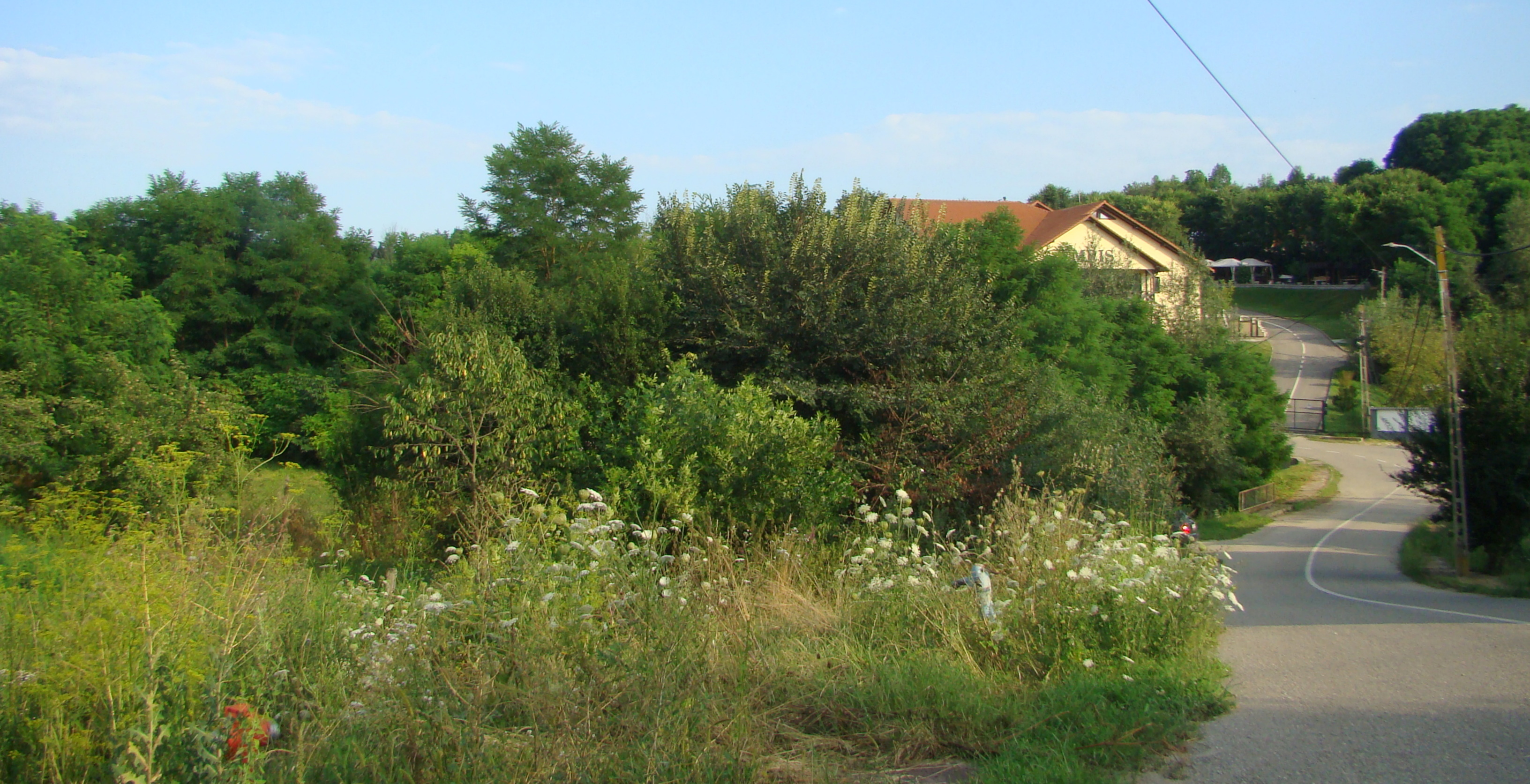
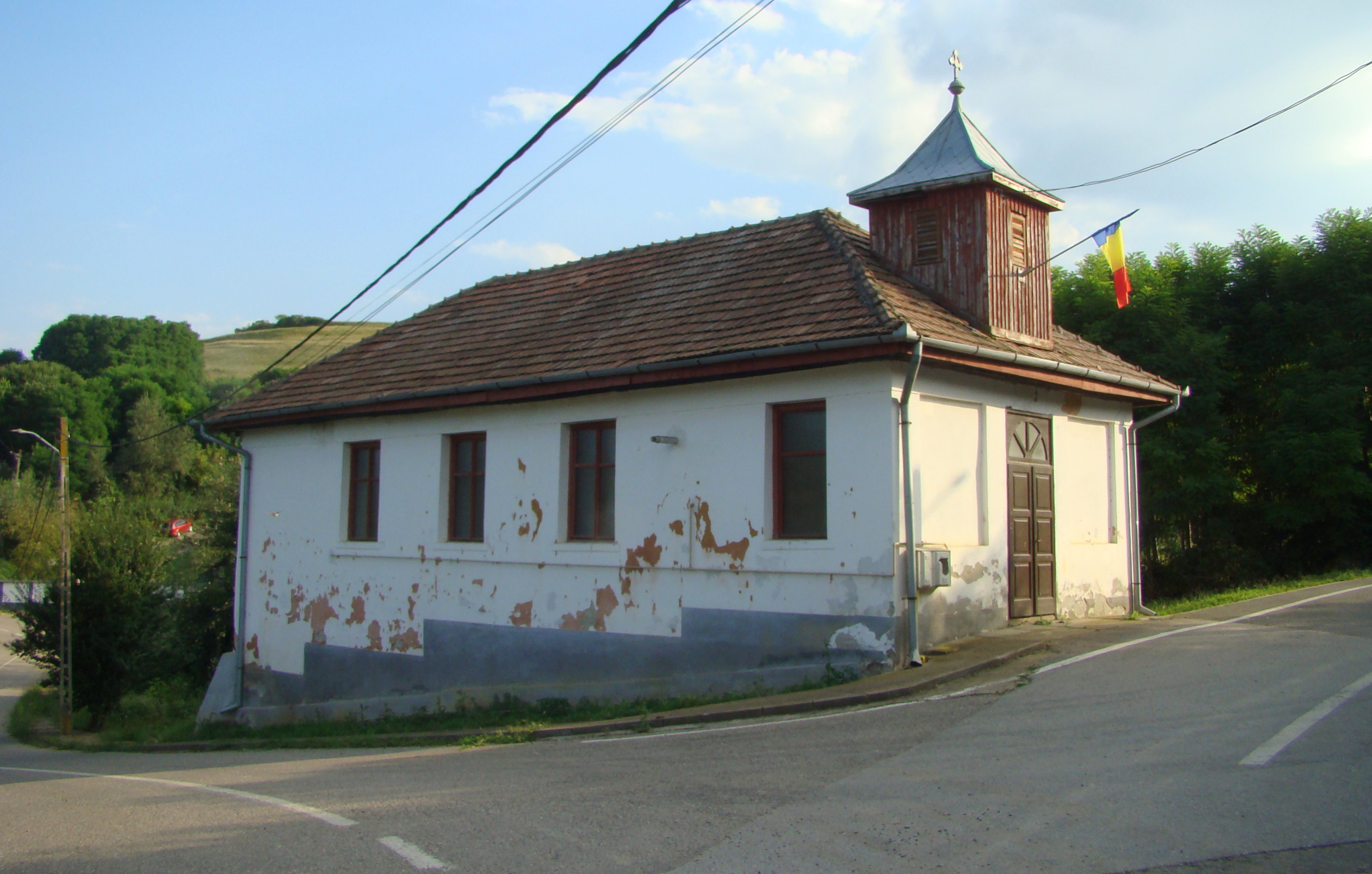
Biserica ortodoxă
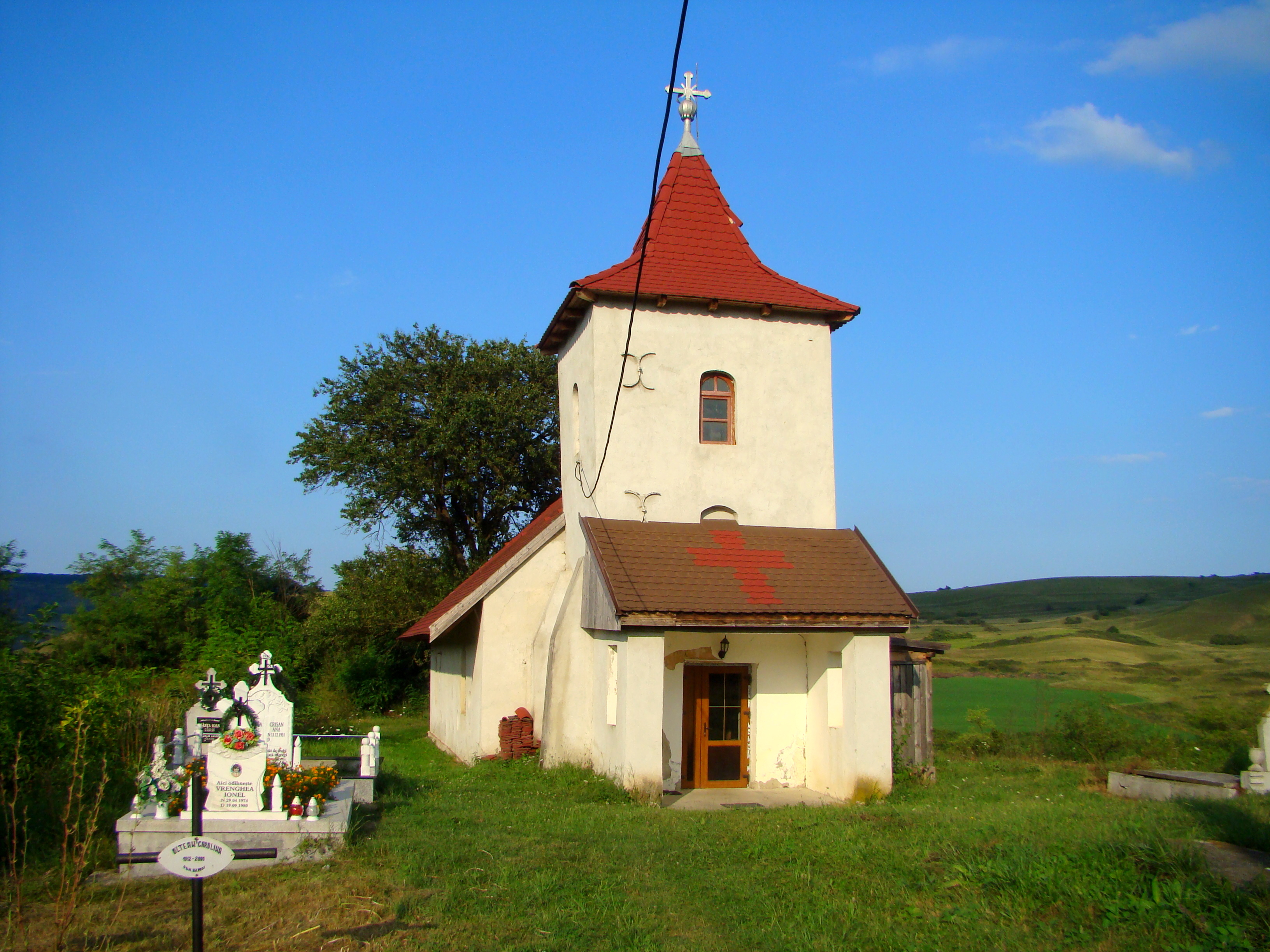
Biserica greco-catolică (sec.XVIII)
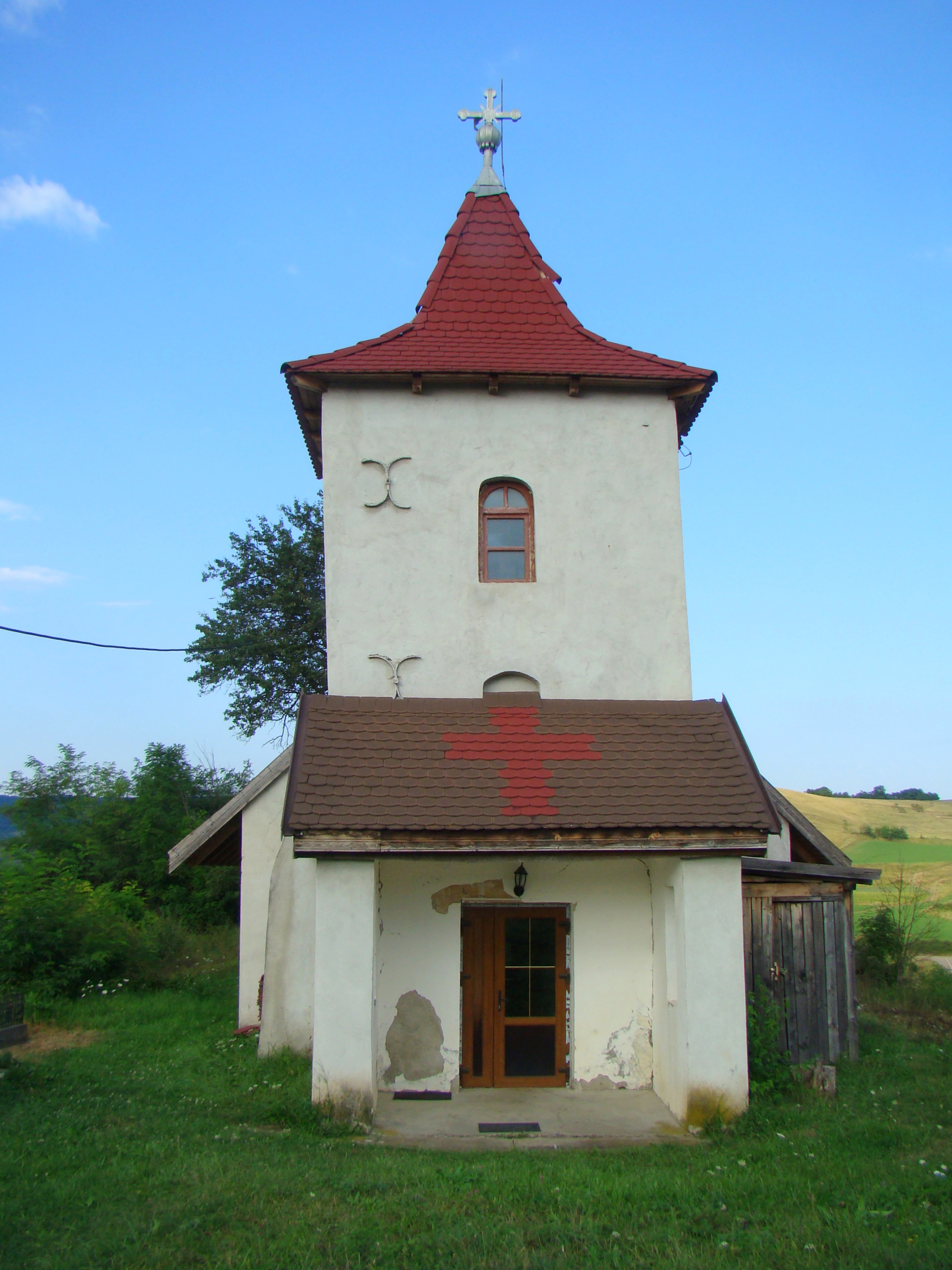
Biserica greco-catolică (sec.XVIII)
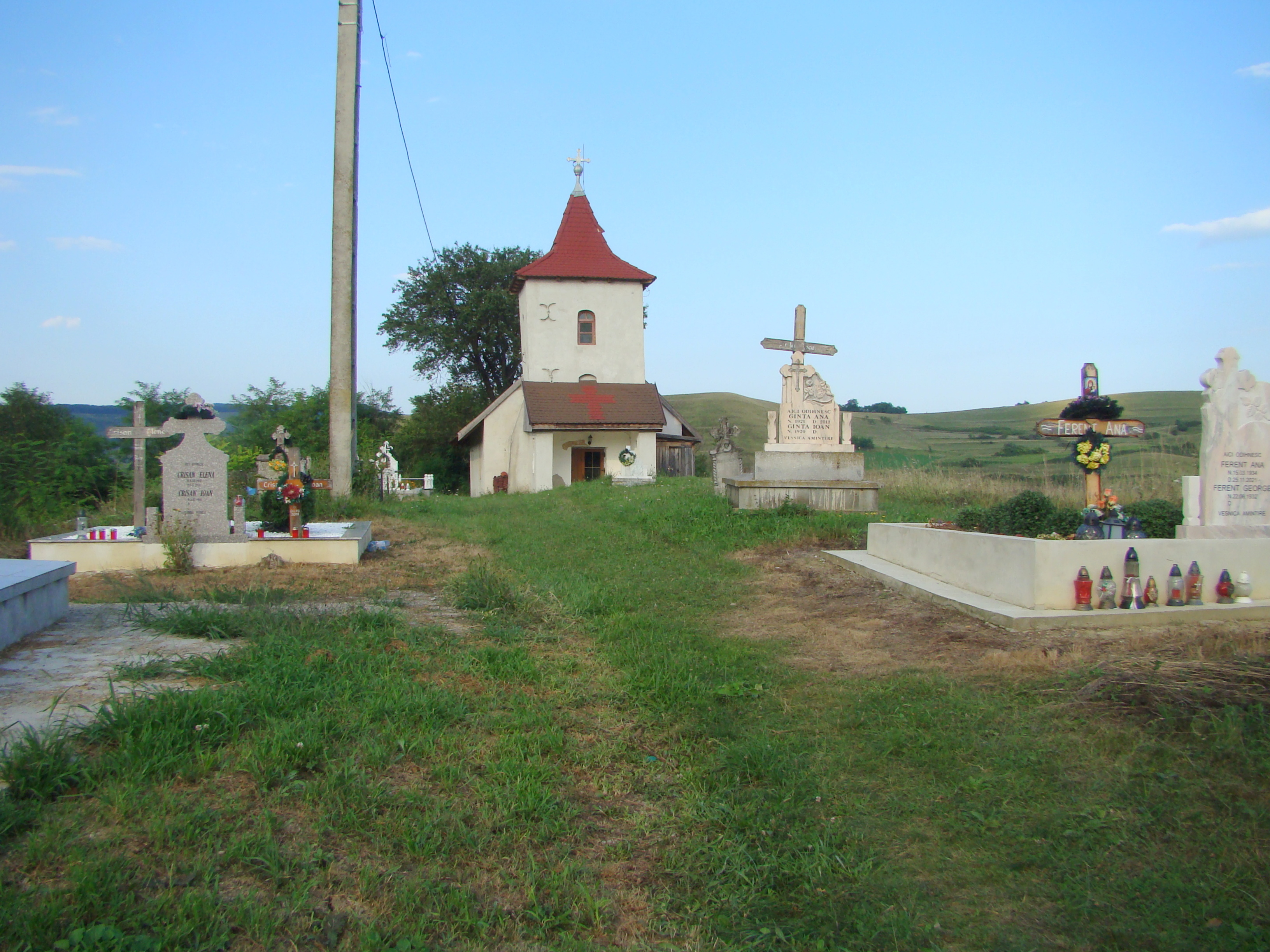
Biserica greco-catolică și împrejurimile
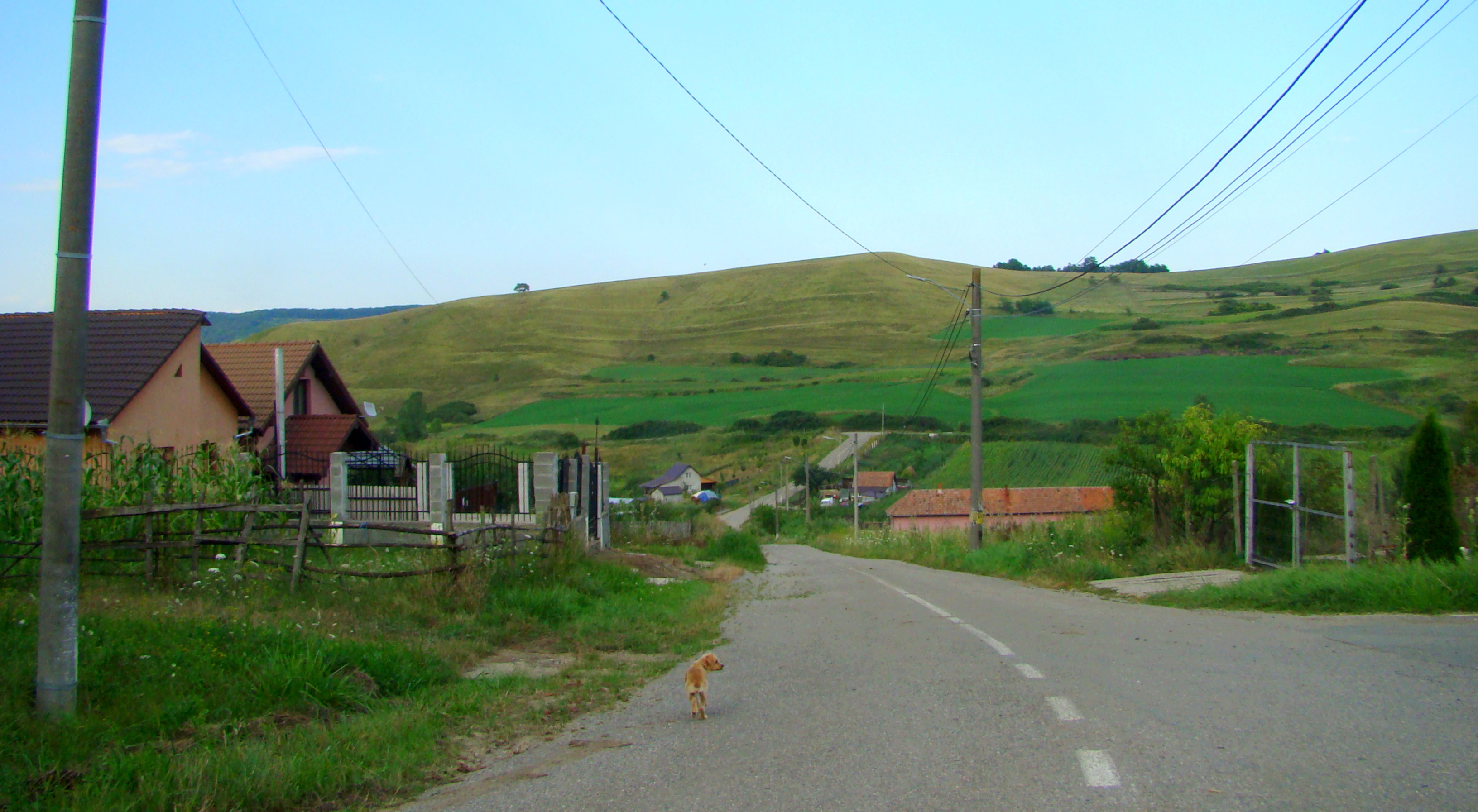